# 符号货币
符号货币(Token Money)是自身价值与其代表的价值差距甚大，乃至自身价值为零的货币。
自从布雷顿森林体系解体，世界各国各地区使用的货币都是符号货币。符号货币的发行无须黄金保证。